# Waverly (Kansas)
Pour les articles homonymes, voir Waverly.
Waverly est une ville américaine située dans le comté de Coffey, au Kansas. Selon le recensement de 2010, sa population est de 592 habitants.